# Wiremu Kingi Maketu

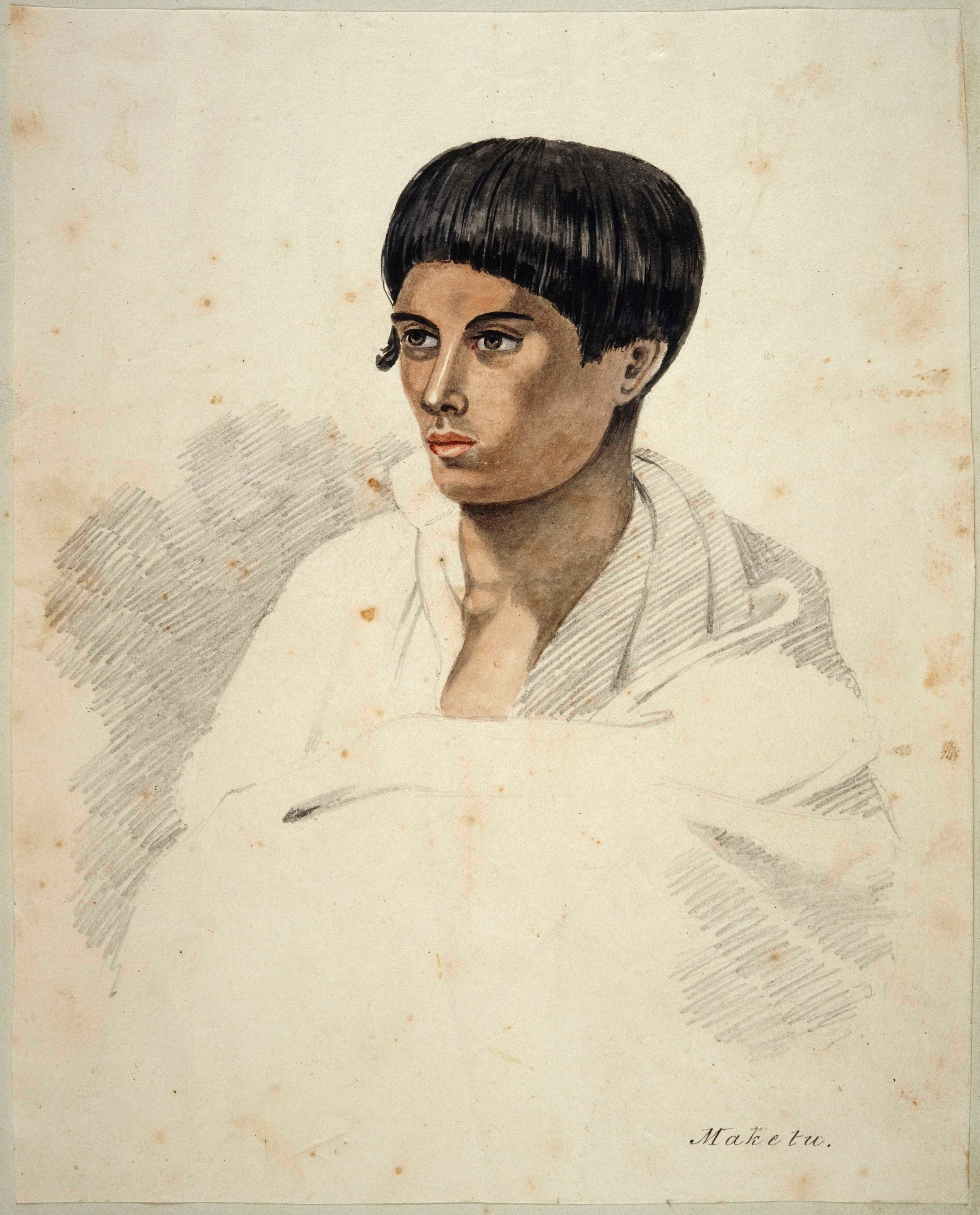
Wiremu Kingi Maketu

Wiremu Kingi Maketu, auch Maketu Wharetotara oder Waretotara genannt, (* um 1824; † 7. März 1842) war die erste unter britischer Herrschaft von den Europäern exekutierte Person in Neuseeland. Maketu war auch der erste Māori, der auf Grundlage der britischen Souveränität über Neuseeland gerichtet und bestraft wurde.

## Morde auf Motuarohia Island
Maketu war der Sohn  des Häuptlings Ruhe von Waimate aus dem Iwi der Ngāpuhi. Maketu wurde des Mordes an fünf Menschen beschuldigt, der am 20. November 1841 auf Moturohia Island in der Bay of Islands stattgefunden hatte. Er wurde angeklagt, anfangs Thomas Bull (in der Verhandlung später als Tamati Puru bezeichnet) mit einer Axt erschlagen zu haben. Der Grund soll gewesen sein, dass Thomas Bull Maketu misshandelt habe.
Maketu soll dann seine Arbeitgeberin, die Witwe Elizabeth Roberton, ihre zwei Kinder und Isabella Brind, eine Tochter von Rewa, eines Häuptlings des Hapū Ngai Tawake der Ngāpuhi in Kerikeri getötet haben. Isabellas Eltern waren Moewaka (Rewas Tochter) und Captain William Darby Brind. Er wurde auch beschuldigt, Mrs. Robertons Haus angezündet zu haben. Maketu war zum Zeitpunkt der Morde etwa 16 Jahre alt.

## Diskussion unter den Ngāpuhi zur Auslieferung vonMaketu
Zuerst weigerten sich die Ngāpuhi, Maketu der Kolonialverwaltung für einen Prozess zu übergeben. Letztlich stimmte sein Vater Ruhe zu. Es kann angenommen werden, dass die Tatsache, der Tod von Rewas Enkel, für den Utu einen Ausgleich für den Tod erforderte, viel mit dieser Entscheidung zu tun hat. Hone Heke war während dieser Ereignisse nicht an der Bay of Islands und sprach sich nach seiner Rückkehr für eine Konfrontation gegenüber der Regierung aus.
Von Reverend Henry Williams wurde auf Verlangen von Tāmati Wāka Nene ein Treffen der Ngāpuhi in Paihia organisiert. Das Treffen fand am 16. Dezember 1841 statt und über tausend Ngāpuhi aus Whangaroa und vom Hokianga Harbour nahmen teil. Die Versammlung war turbulent. Heke brachte seine Ablehnung der Auslieferung Maketus zum Ausdruck. Als er aufstand, um zu sprechen, unterbrach er Paerau, der gerade sprach und drohte diesem mit seinem Kriegsbeil. Daraufhin verließ Whiria (Pomare II) die Versammlung, da er nicht in Kämpfe verschiedener Hapū der Ngāpuhi hineingezogen werden wollte. Zu solchen war es 1830 im sogenannten Girls' War gekommen. Heke konnte die Ngāpuhi nicht zur Annahme seiner Position überzeugen. Das Treffen endete damit, dass Heke und seine Unterstützer am Strand bei Paihia einen Haka aufführten und ihre mit Kugeln geladenen Musketen abfeuerten.
Henry Williams bereitete eine Erklärung vor, nach der sich die Ngāpuhi von Maketus Taten distanzierten. Sie wurde am 16. Dezember 1841 von insgesamt 20 Häuptlingen, darunter Tāmati Wāka Nene, Pomare II, Waikato, Rewa und Ruhe (Maketus Vater) unterzeichnet. Diese Botschaft wurde an George Clarke geschickt, der von William Hobson als 'Protector of Aborigines' („Beschützer der Eingeborenen“) ernannt worden war. Die Botschaft wurde im New Zealand Herald und der Auckland Gazette veröffentlicht. Ruhe schien von den Ngāpuhi-Häuptlingen, die eine Auslieferung befürworteten, dazu gedrängt worden sein. Später schien Ruhe seine Entscheidung bereut zu haben und drohte George Clarkes Vieh zu erschießen, da er seinen Sohn als Gefangenen nach Auckland gebracht habe.

## Mordprozess
Ab dem 1. März 1842 fand der Prozess gegen Maketu vor dem High Court of New Zealand in Auckland unter dem Obersten Richter von Neuseeland,  William Martin statt. Es war das erste Mal, dass ein Māori vor die Kolonialgerichtsbarkeit gebracht wurde. Der Verteidiger C. B. Brewer wurde erst eine Stunde vor der Verhandlung mit Maketus Vertretung beauftragt. Er hatte keine Gelegenheit, vor Prozessbeginn mit Maketu zu sprechen oder die Unterlagen einzusehen. Brewer argumentierte, dass das Gericht über Maketu keine Jurisdiktion ausübe, da er keine Kenntnis von dem Verbrechen „Mord“ in der Strafgesetzgebung der Kolonie habe, und er keine Mittel und Möglichkeiten habe, die Strafgesetzgebung der Kolonie zu verstehen. William Swainson argumentierte als Ankläger, dass ein Gesetz für alle gelten solle, egal ob sie Māori oder Pākehā seien. Richter Martin entschied, dass das Gericht über Maketu verhandeln könne.
Maketu plädierte auf „nicht schuldig“. Die Jury hörte Beweise über Maketus Geständnisse bezüglich der Morde und befand ihn des Mordes für schuldig, er wurde zum Tode verurteilt und am 7. März 1842 an der Ecke Queen Street/Victoria Street in Auckland gehängt. Am Morgen seiner Exekution verlangte er nach anglikanischem Ritus getauft zu werden und wurde auf den Namen „Wiremu Kingi“ getauft. Kurz vor der Exekution diktierte Maketu eine Erklärung, in der er sagte, seine Exekution sei gerecht, da es seine Tat gewesen sei und dass er zu Gott bete, dass er seine Sünden hinwegwasche.

## Nachwirkungen
Später im Jahre 1842, schrieb der Generalsanwalt William Swainson an den Colonial Office, und teilte seine juristische Einschätzung mit, dass die Verhandlung eine Usurpation der Souveränität der Māori sei und den Vertrag von Waitangi verletze. Die Antwort von J. Stephen vom Colonial Office stellte fest: „Mr. Swainson mag denken, das es ungerecht oder politisch ungeschickt oder inconsistent mit früheren Rechtsakten sei, dennoch ist es getan.“ Moon kommentierte 2013, dass letztlich nur die Unterzeichnung der Entschließung der 20 Häuptlinge vom Dezember 1841 die Ausdehnung britischen Rechtes auf die Māori-Gemeinden möglich gemacht habe.
Die Ereignisse trugen dazu bei, dass Hone Heke zum Gegner der Kolonialverwaltung wurde und unter den Ngāpuhi Unterstützung für eine Rebellion zu sammeln begann. Dies mündete 1845 in den Flagstaff War.